# Oligodon catenata
Oligodon catenata este o specie de șerpi din genul Oligodon, familia Colubridae, descrisă de Blyth 1854. Conform Catalogue of Life specia Oligodon catenata nu are subspecii cunoscute.